# Ralf Balzis
Ralf Balzis (* 31. Juli 1965 in Weilbach) ist ein ehemaliger deutscher Fußballspieler und Fußballtrainer. Zurzeit ist er als Scout beim Hamburger SV tätig.

## Spielerkarriere
Nachdem Ralf Balzis zu Beginn in den Jugendmannschaften von Germania Weilbach sowie der SG Hoechst aktiv war, schnürte er von 1983 bis 1985 für Kickers Offenbach die Fußballschuhe. In der Abstiegssaison 1983/84 kam er nicht zum Einsatz und auch in der darauffolgenden Zweitligasaison hatte er nur fünf Einsätze, erzielte aber immerhin zwei Tore.
Der gelernte Kfz-Mechaniker wechselte dann im Alter von 20 Jahren zum Hamburger SV und erzielte als Stammspieler neben dem später ebenfalls zu Eintracht Frankfurt gewechselten Heinz Gründel in der Saison 1985/86 fünf Tore in 22 Spielen. Doch im nächsten Jahr verlor er seinen Stammplatz. Im September 1986 bemühte sich Zweitliga-Aufstieg FC St. Pauli um Balzis’ Dienste, der in dieser Zeit seinen Grundwehrdienst bei der Bundeswehr ableistete, erhielt aber eine Absage. Auch eine Ausleihe zu Rot-Weiss Essen war im Gespräch. Er verließ dann den HSV in Richtung Eintracht Frankfurt. Vor dem Wechsel wurde er allerdings nochmal mit seinem Ex-Verein DFB-Pokalsieger.
Doch auch in Hessen bei der Frankfurter Eintracht hatte er einen schweren Stand gegen Włodzimierz Smolarek und Janusz Turowski sowie in der Saison 1988/89 (die Eintracht konnte in dieser Saison den Klassenerhalt in zwei Relegationsspielen gegen den 1. FC Saarbrücken sichern) gegen Jørn Andersen, Dieter Eckstein und Heinz Gründel. In diesen zwei Jahren konnte der gelernte Stürmer nur fünf Treffer erzielen. Deshalb verlängerte man seinen Vertrag nicht und Balzis wechselte bis 1991 nach Österreich und spielte für First Vienna FC 1894 sowie SV Austria Salzburg.
1991 kehrte er nach Deutschland zum VfL Osnabrück in die 2. Bundesliga zurück, wo er zum Stammspieler avancierte. Jedoch stieg er am Ende der Saison 1992/93 mit dem VfL in die damals drittklassige Oberliga ab und spielte von 1994 bis 1996 in der neu geschaffenen Regionalliga Nord. In seiner letzten Saison für Osnabrück konnte er in 30 Ligaspielen 11 Tore erzielen, sodass die SG Wattenscheid 09 auf ihn aufmerksam wurde. Mit Wattenscheid stieg er souverän als Meister der Regionalliga West in die 2. Bundesliga auf, verließ aber dann den Verein in Richtung SV Wilhelmshaven. Mit seinem neuen Verein dümpelte er zwei Jahre lang im Mittelfeld der Regionalliga Nord herum, ehe er 1999 den Verein verließ, um sich im Alter von 34 Jahren dem damals ambitionierten Verbandsligisten Sportfreunde Lotte anzuschließen.

## Trainerkarriere
Zu Saisonbeginn der Saison 2001/02 entschied sich der damals 36-jährige beim BS Vörden in der Kreisliga seine erste Station als Trainer anzunehmen. Jedoch legte er das Amt schon nach einer Saison nieder, um dem Ruf seiner früheren Vereine, dem Hamburger SV (tätig als Regionalscout) sowie dem VfL Osnabrück (seitdem dort tätig als Jugendtrainer), zu folgen. Ab der Saison 2009/2010 wird Ralf Balzis wieder als Trainer beim Verein BW Merzen in der Bezirksliga aktiv werden.

## Scout
Seit 2002 arbeitet er für den Hamburger SV als Regionalscout zusammen mit fünf anderen Talentsichtern. Sie sollen den HSV über Entwicklungen von Spielern der Region und Auswahlteams auf dem Laufenden halten.

## HSV-Altliga
Weiterhin ist er noch für die „HSV-Altstars“ aktiv und spielt zusammen mit vielen ehemaligen HSVler wie Lothar Dittmer, Manfred Kaltz oder Horst Hrubesch bei Freundschaftsspielen / -turnieren sowie bei Alte-Herren-Hallenturnieren ehemaliger Profis.

## Kurioses
Ralf Balzis stand mit dem Hamburger SV im DFB-Pokal-Finale 1987 und gewann mit 3:1 gegen die Stuttgarter Kickers, spielte aber nicht.
Im folgenden Jahr spielte er mit seinem neuen Verein Eintracht Frankfurt im Finale des DFB-Pokals gegen den VfL Bochum, doch auch hier spielte er nicht. Damit gewann er abermals den Pokal ohne selbst eine einzige Minute in einem Finale gespielt zu haben.

## Erfolge als Spieler
- Europapokalspiele
- Deutscher Vizemeister 1987
- DFB-Pokalsieger 1987 (ohne Einsatz im Wettbewerb) und 1988
- Deutscher Amateurmeister 1995